# Milan Kajkl
Milan Kajkl, född 14 maj 1950 i Plzeň, död 18 januari 2014 i Plzeň, var en tjeckoslovakisk ishockeyspelare.
Han blev olympisk silvermedaljör i ishockey vid vinterspelen 1976 i Innsbruck.